# Пеннфазер, Джон
Джон Лисат Пеннфазер (9 сентября 1798 — 9 мая 1872, Лондон) — британский военнослужащий, в 1860 году после двух знаменательных побед получил звание генерала. Первую громкую победу одержал в Мидие, Индия.
По некоторым данным в битве в Мидее 500 британских солдат победили 35 000 индийцев. Вторую победу одержал в битве при Инкермане 5 ноября 1854 года во время Крымской войны, командуя дивизией из 3000 солдат против 35 000 русских.

## Биография
Пеннфазер родился 9 сентября 1798 года, третий сын преподобного Джона Пеннфазера из графства Типперери и Элизабет Персиваль, племянник Ричарда Пеннфазера, барона казначейского двора Ирландии.

## Карьера
Поступил на службу в армию 14 января 1818 года в качестве Корнета в 7 — й Драгунской гвардии, получил звание лейтенанта 20 февраля 1823 года, а позже капитана 5 ноября 1825 года. 8 апреля 1826 года он был назначен в 22-й пехотный полк (Чеширский полк), в котором он получил звание майора 22 марта 1831 года и потом подполковником 18 октября 1839 года.
В 1848 году он оставил командование 22-м полком и был переведен на половинное жалованье, а в следующем году назначен помощником генерал-квартирмейстера в Коркский округ. В 1854 году он был назначен командиром первой бригады второй (сэра де Лейси Эванса) дивизии в армии, посланной на восток, а 20 июня он был произведен в генерал-майоры.
Его бригада состояла из 30-го, 55-го и 95-го полков. Он с честью командовал ею в битве при Альме и в сражении 26 октября, когда из Севастополя была совершена вылазка с большими силами против высот, удерживаемых второй дивизией на крайнем правом фланге союзников. Но у него было больше возможностей отличиться десять дней спустя, когда русские предприняли атаку, к которой эта вылазка была только подготовительной, и произошло Инкерманское сражение (5 ноября).
13 февраля 1860 года он сменил чин полковника 46-го полка на чин полковника 22-го полка. 12 ноября того же года он стал генерал-лейтенантом по учреждению, а 9 мая 1868 года-генералом. 5 июля 1855 года он был произведен в члены ККБ, а 13 мая 1867 года-в члены ГКБ. Он также был командиром Сардинского ордена Святого Маврикия и Святого Лазаря, Великим офицером Ордена Почетного легиона и второго класса ордена Меджидии. Он был губернатором Королевской больницы Челси с 1870 года до своей смерти в 1872 году.
Он умер 9 мая 1872 года и был похоронен на кладбище Бромптон.